# Dawne opactwo benedyktyńskie w Płocku

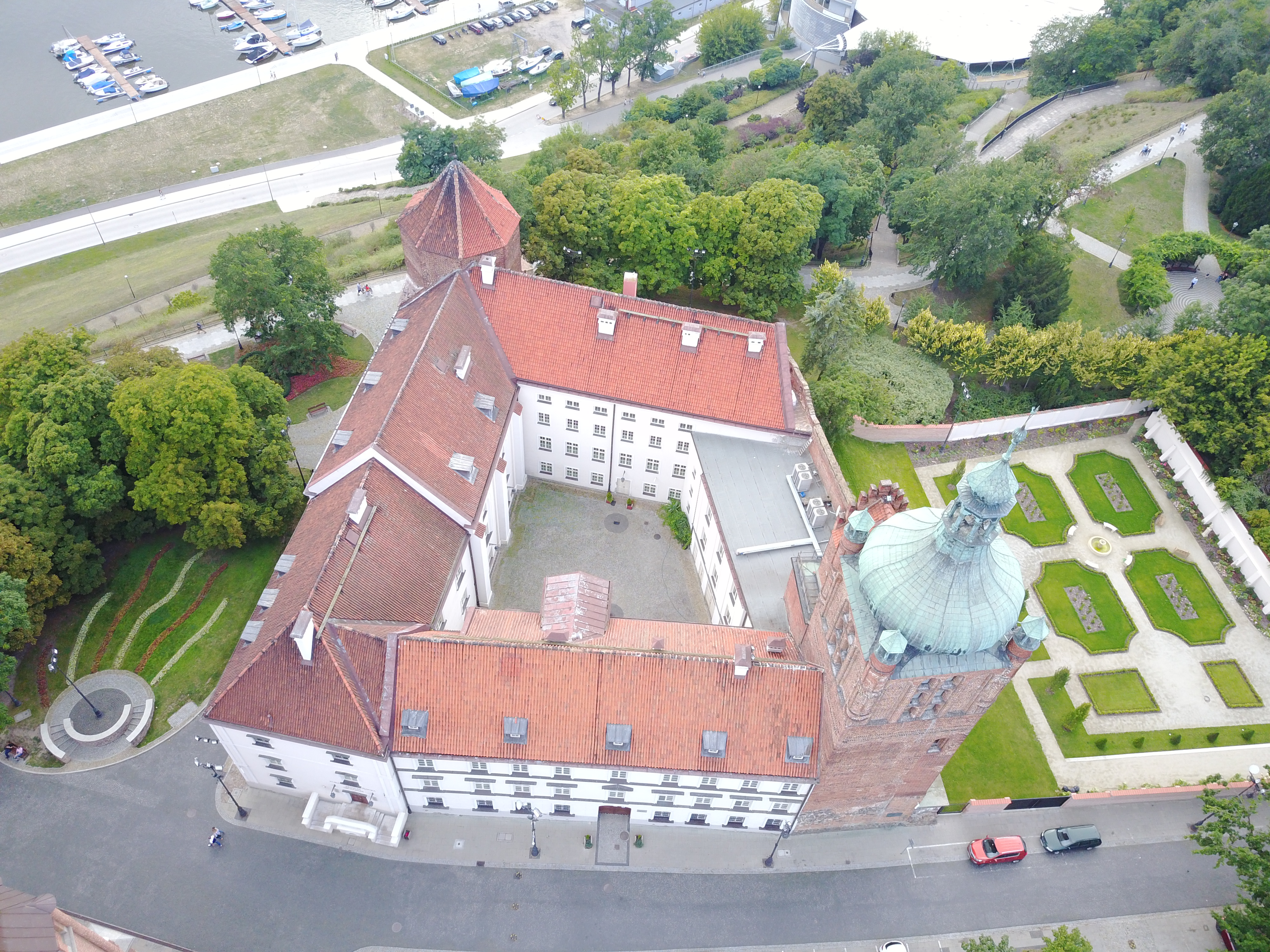
Widok na opactwo i ogrody z lotu ptaka

Opactwo benedyktyńskie w Płocku – zespół poklasztorny na Wzgórzu Tumskim w Płocku.
Obejmuje pozostałości rotundy (od 1075 kościoła biskupiego), skrzydła klasztoru z reliktami kościoła pw. św. Wojciecha i murem obronnym zamku, wieżę zegarową i basztę zamkową; wpisany do rejestru zabytków pod nr: 250/60 z 23 marca 1960.

## Początki opactwa

### Poglądy na temat początków fundacji
Początki opactwa z braku źródeł nie są znane. Brak wzmianki w pracach piętnastowiecznego kronikarza Jana Długosza.
Siedemnastowieczna tradycja klasztorna podaje dwie wersje początków opactwa:
- Fundację przypisuje biskupowi płockiemu Witowi około 1193.
- Fundował mityczny Poraj, brat św. Wojciecha, gdyż na pieczęci konwentu znajdowała się różą, znak herbowy Porajów.

Wśród badaczy od początku XIX do chwili obecnej zarysowały się różne stanowiska w sprawie początku klasztoru:
- Opactwo pochodziło z czasów biskupa płockiego Wernera (1156-1170).
- Do Płocka przybyli benedyktyni po 1038 benedyktyni z Trzemeszna a klasztor benedyktynów w Mogilnie stało się filią Płocka.
- Powstał staraniem biskupa płockiego Aleksandra z Malonne (1129-1156)
- Fundacja Bolesława Kędzierzawego i biskupa Aleksandra w latach 1138-1148
- Założył Bolesław III Krzywousty przy współpracy biskupa płockiego Aleksandra
- Klasztor powstał w XI na płockim Wzgórzu Tumskim wiążąc ze śladami rotundy
- Fundował Zbigniew, syn Władysława Hermana władający Mazowszem między 1102 a 1108, wyznaczył uposażenie w okolicy Płocka i na południowym Mazowszu[2]
- Około 1160 z inicjatywy Bolesława Kędzierzawego i biskupa Wernera, a pierwszy konwent wywodził się z kręgu bambersko-mogilsko-kujawskiego[3]
- Benedyktyni przybyli wraz z Brunonem z Kwerfurtu na przełomie 1008/1009, w 1015 byli we wsi Winiary nad Wisłą pod Płockiem, po spaleniu przez Prusów przenieśli się do Płocka[4]

### Okres przed powstaniem opactwa św. Wojciecha
Początki płockiego opactwa wiążą się z opactwem w Mogile, które powstało w 1065. Od czasu fundacji dysponowało dziewięciną z 19 grodów północnego Mazowsza, w tym z Płocka, w samym zaś Płocku posiadało kościół św. Wawrzyńca. Przy kościele tym mogła powstać podległa mu prepozytura. Stanowiła ona zapewne oparcie dla erygowanego w 1075 biskupstwa płockiego, a mnisi weszli w skład otoczenia biskupa. Zamiana dochodów grodowych na uposażenie ziemskie przeprowadzona w czasach Bolesława Krzywoustego doprowadziła do odebrania benedyktynom kościoła św. Wawrzyńca z zabudowaniami klasztornymi i przekazania biskupowi płockiemu. W zamian benedyktyni mogileńscy mieli otrzymać kościół św. Benedykta na Radziwiu (naprzeciwko Płocka, na lewym brzegu Wisły, obecnie część miasta), przekazany następnie kapitule płockiej (w 1178 należy do kapituły). Przejęcie kościoła pozwala sądzić, iż benedyktyni uzyskali inny kościół. Biskup płocki Werner (1156-1170) wprowadził opata Bertolda wraz z mnichami do kościoła Najświętszej Maryi Panny w Płocku fundacji Dobiechny, wdowy po Wojsławie z rodu Powałów. Zakonnicy nie utrzymali się zbyt długo i najpóźniej po śmierci biskupa-protektora przenieśli się do późniejszej stałej siedziby na zamku płockim pod wezwaniem św. Wojciecha.

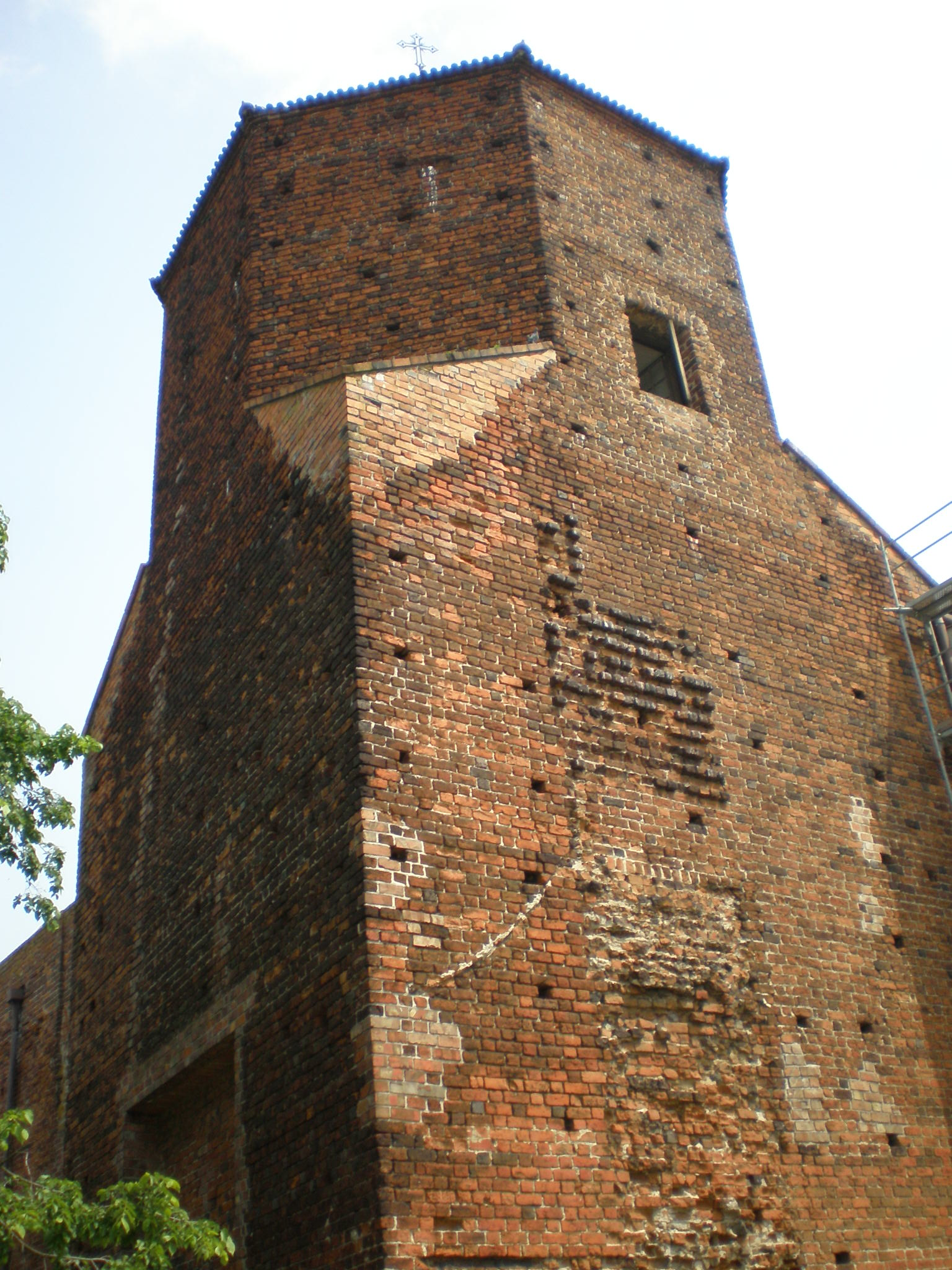
Baszta zamkowa należąca do opactwa

### Fundator i czas powstania stałego opactwa św. Wojciecha
Trudno ustalić czy placówka ta powstała od podstaw, czy też może była kontynuacją (usamodzielnieniem) wcześniejszej grupy benedyktyńskiej. Data i fundator opactwa pozostają nieustaleni.
Opactwo fundował książę, do niego należało prawo patronatu, on też wyznaczył benedyktynom działkę w obrębie grodu pod klasztor. Fundator władał Mazowszem, w tej dzielnicy klasztor uzyskał uposażenie. Nie mogło to nastąpić w czasach Bolesława Śmiałego, gdyż w tym czasie świadczenia z grodów mazowieckich należały do benedyktynów z Mogilna. Wezwanie wskazuje na fundatora związanego z kultem św. Wojciecha. W tych okolicznościach jako założyciela klasztoru można brać pod uwagę Władysława Hermana, Zbigniewa, Bolesława Krzywoustego, Bolesława Kędzierzawego.

## Uposażenie i dochody
Poznajemy ze źródeł stosunkowo późnych i ułamkowych. Większość z nich to regesty dokumentów sporządzone w XVI. Najstarszy dokument, znany jedynie z regestu, pokazuje dobra klasztorne w rejonie Płocka w połowie XIII. Klasztor posiadał dziesięciny ze wsi: Łętowo, Drwały, Żyrzyno, Cierszewo.
W skład wczesnego uposażenia wchodziła zapewne wieś Świniary (na lewym brzegu Wisły w ziemi gostynińskiej), wzmiankowana w 1329, od XV zwana Mnichowice. Wieś Wszerzecz pod Łomżą, mogła należeć do pierwotnego uposażenia klasztoru, wynika to z XVII tradycji klasztornej. Przybyszew nad Pilicą, ośrodek targowy z kościołem św. św. Piotra i Pawła, należał do pierwotnego uposażenia, zapewne z nadania książęcego. W skład pierwotnego uposażenia weszła zapewne wieś Tolibowo, leżące nad Wisłą w pobliżu Płocka.
Do 1338 opactwo posiadało Milanowo (od XVII zwane Wilanów, Tarnowo Czarnowo) oraz Zerzno (dziś Zerzeń, wcześniej zwane Krusze) a także Ostrów (wcześniej zwane Osmalinem), na lewym i prawym brzegu Wisły w ziemi warszawskiej. Wsie te zostały odstąpione przez klasztor księciu Trojdenowi za szeroki immunitet dla włości przybyszewskiej oraz za wieś Jeziora (później zwane Jezioro Małe, tj. Jeziorka, Grabie, Wola Grabska) nad Jeziorką w ziemi czerskiej. Także obie włości podwarszawskie, milanowska i zerzeńska mogły należeć do klasztoru od czasu fundacji. W 1303 książę Bolesław II mazowiecki dał brzeg Wisły we wsiach Drawaty i Zerzeń.
W XIV klasztor uzyskał wieś Opatowiec w ziemi płockie po 1329 a także wieś Szczpankowo pod Łomżą. Ponadto dobra zambskie nad Narwią powyżej Pułtuska. W skład wchodziło Zambski z kościołem parafialnym oraz wieś Chmielewo i Ceryno. Pierwotnie należały do biskupstwa płockiego a klasztor przejął w XIV i zagospodarował pod koniec tego wieku. W 1428 klasztor otrzymał zezwolenie książęce na lokację miejską Zambski, lecz miasteczko tu nie powstało. Według tradycji z XVII wieś Mokówko w ziemi dobrzyńskiej otrzymali od księcia dobrzyńskiego w zamian za Tolibowo.

Wyszemierzyce (dziś Wyśmierzyce) na prawym brzegu rzeki Pilicy stały się centrum włości nadpilickich. W 1338 włość ta licząca 6 osad, otrzymała od księcia Trojdena szeroki immunitet, w tym zezwolenie na lokacje miasta. Wyszemierzyce stały się ośrodkiem parafialnym z fundacji opata Arnolda w 1378, w XV otrzymał prawa miejskie. Do włości tej należał Darnów (dziś Dziarnów) zaliczany w 1367 do ziemi rawskiej, przyłączony do ziemi czerskiej w 1558.
W 1 połowie XIV liczyło nie więcej niż 25 osad w obrębie Mazowsza, w tym jedną osadę z targiem i 3-4 ośrodki parafialne.

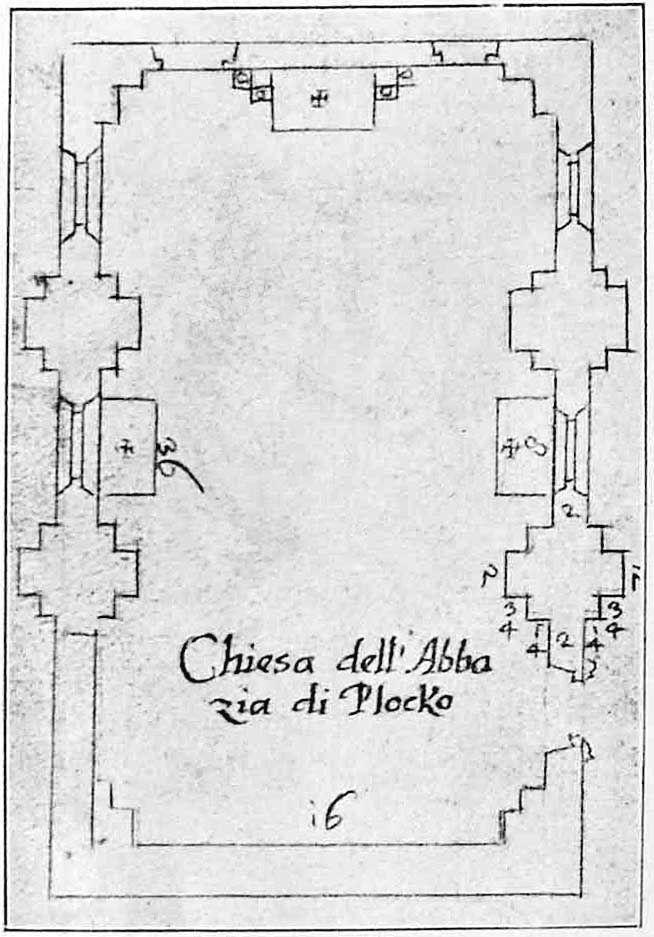
Plan kościoła benedyktyńskiego narysowany przez Gaetano Chiaveri w 1 poł XVIII

W czasach późniejszych, od XVI do XVIII klasztor otrzymywał darowizny, nabywał nieruchomości lub też zamieniał się. Na początku XVI mieszczanin płocki Stanisław Vittius zapisał testamentem 30 kóp groszy, ogród ze spchlerzem, dom i łaźnię z przynależnościami na przedmieściu Płocka. W 1504 Jan Feliks z żoną Apolonia wykonali testament i wszystko przekazali zakonnikom. W 1509 konwent nabył od Jana Pilatora ogród za 10 kóp. W 1645 Wiktoryn Dzięgielewski, proboszcz parafii płockiej i Tomasz Gorzewski, wikariusz podarowali klasztorowi plac na przedmieściu. W 1646 Agnieszka Sabłówna, wdowa po Pawle Alentse (Karpińskim) i Anna, wdowa po Zygmuncie Czuryło, córki Piotra Fazowskiego, czyli Krawczyka, sprzedały zakonnikom ziemię w trzech polach za 1800 zł, zobowiązując benedyktynów do odprawiania mszy św. za duszę Waleriana Ciołkowskiego i jego krewnych.
W 1716 córka Andrzeja, wdowa po Janie Rybiskim sprzedała pół włóki przy z roli zwanej Kotowska i ogród przy placu zwanym Czuryglowska za 30 zł rocznie. W 1793 opactwo zamieniło się z płockim szpitalem św. Trójcy folwarkiem w Płocku na wójtostwo Gromino.
Znaczące wpływy gotówkowe pochodziły z zapisów testamentowych, z którymi zazwyczaj wiązał się obowiązek modlitewny. W 1622 zakonnicy pozyskali 600 zł rocznego czynszu od sumy 12 tys. zł zabezpieczonej na dobrach Zalesie z obowiązkiem mszy św. za duszę Stanisława Rościszewskiego. W 1704 Walenty Kanigowski, kanonik kolegiaty płockiej przekazał klasztorowi 7% rocznie od sumy 2 tys. zł zabezpieczonej na dochodach gminy żydowskiej w zamian za 52 mszy św. i 4 anniwersarze. W 1724 Albert Ziółkowski zapisał 6 tys. zł. na odprawianie 52 mszy św. i 12 anniwersarzy rocznie.

## Opactwo
W 1240 wzmianka o opactwie św. Wojciecha na grodzie płockim.
Istnienie opactwa na Wzgórzu Tumskim, jako jednego z sześciu w ówczesnej Polsce, potwierdzają dokumenty z 1418.

Opaci byli członkami kapituły katedralnej płockiej. W 1528 wpłynęła prośba o utworzenie stałej prałatury dla opata, opactwo na ten cel przekazało wieś Łętowo i dziesięciny z wiosek.

W świetle tablicy marmurowej znajdującej się w klasztorze przebudowę obiektu zakończył w 1632 Stanisław Starczewski, biskup lacedemoński, sufragan płocki, opat, siostrzeniec biskupa płockiego Stanisława Łubieńskiego, Starczewski w 1639 został mianowany przez Stolicę Apostolską dożywotnim opatem i administratorem opactwa. Za jego czasów roczne dochody opactwa wynosiły 12 tys. zł (czyli 2 tys. dukatów w złocie), z czego 2 tys. zł. szło na utrzymanie zakonników, 8 tys. na opata, administrację i służbę klasztorna oraz podatki.

Od 1736 opata mianował król.
Zakonnicy opuszczają w 1781 Płock kości swoich współbraci złożyli w jednej krypcie i przykryli tablicą z inskrypcję. Kryptę tę odkryto w 1903 ale ponownie zasypano i zamurowano.

### Opaci
- 1378 Arnold
- 1438 Mikołaj
- 1504 Piotr
- Mikołaj Barcikowski (1514-1527)
- Łukasz z Ciechanowa (1527-1539)
- Jan Wilamowski (1539–1540)
- Jan Dziedzicki (1540-1551)
- Paweł Kalecki (1552-1578)
- Jan Wolski (1578-1579)
- Piotr Borukowski (1579-1587)
- Stanisław Gembart (1587-1593)
- Jan Zamoyski (1593-1614)
- Stanisław Starczewski (1614-1643)

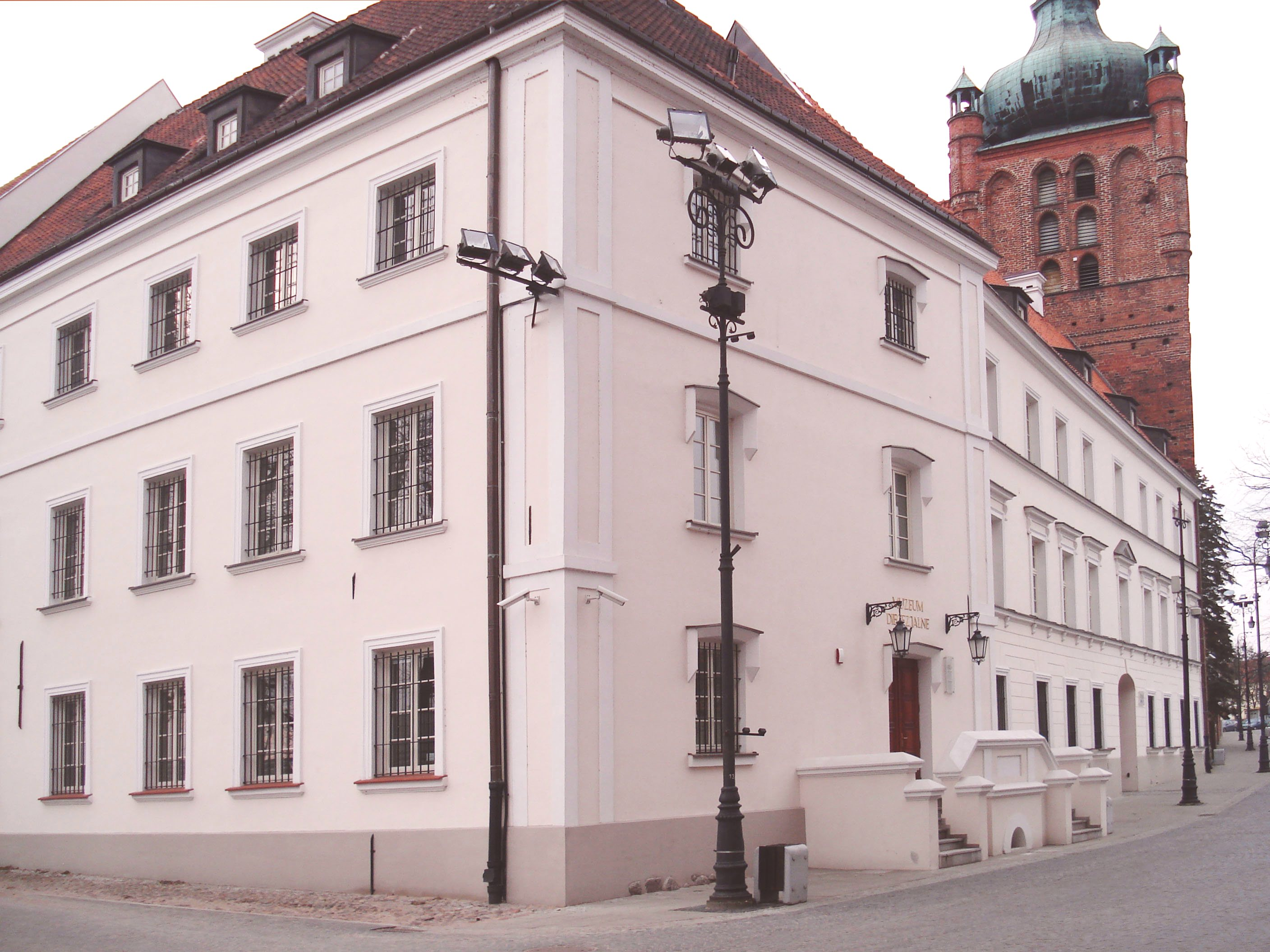
Budynki opactwa, obecnie Muzeum Diecezjalne

- Jan Chryzostom Gorazdowski (1643-1647)
- Tomasz Ujejeski (1649-1677)
- Stanisław Jan Witwicki (1677-1688)
- Stanisław Boglewski (1690-1707)
- Wojciech Benedykt Znamierowski (1707-1716)
- Walenty Michał Żółtowski (1716-1718)
- Jan Skarbek (1718-1732)
- Walenty Michał Żółtowski (1732-1772)
- Norbert Hieronim Komoński (1772-1799)

### Zabudowania klasztorne
Pierwotnie zabudowa była drewniana, w czasie najazdu litewskiego w 1339 spłonęła. Odbudowano zapewne w formie drewnianej, dopiero w 1538 biskup i kapituła płocka zezwolili na korzystanie z kościelnej cegielni do chwili wykończenia nowego klasztoru. W związku z rozbudową klasztoru Zygmunt I Stary przekazał benedyktynom plac, który w 1538 zabudowywano murowanymi obiektami. Był to teren zamku królewskiego, który władca opuścił w związku z obsunięciem się w 1532 skarpy wiślanej i zniszczeniem części murów oraz pomieszczeń zamkowych.
W świetle lustracji z 1616 kościół i klasztor były murowane, lecz ostatecznie prace zakończono w 1632.

Zakonnicy wznieśli na tym terenie murowane budynki w stylu późnogotyckim wzdłuż muru obronnego i kościół przylegający szczytem do baszty płockiego zamku. Drugie skrzydło klasztoru między kościołem a wieżą zegarową zamknęło przestrzeń dziedzińca, całkowicie zmieniając kształt dawnej gotyckiej zabudowy. Na początku XVII opat Stanisław Starczewski przeprowadził gruntowny remont kościoła i klasztoru. Kościół pw. św. Wojciecha otrzymał bogaty barokowy wystrój z marmurowym, monumentalnym ołtarzem głównym. W 1705, w czasie wojny ze Szwecją, opactwo zostało doszczętnie ograbione, a biblioteka i archiwum spłonęły. W 1781 biskup płocki Michał Jerzy Poniatowski przeniósł benedyktynów do Pułtuska.

Opactwo zostało zajęte zakon misjonarzy św. Wincentego à Paulo oraz przez diecezjalne seminarium duchowne, które prowadzili ci zakonnicy od 1710. Kościół klasztorny przekształcono w kaplicę dla księży misjonarzy.

Dla jego powiększenia w 1856 kościół św. Wojciecha został zlikwidowany i podzielony na trzy kondygnacje. Ołtarz główny przeniesiono do kościoła farnego, zaś zdobiony portal do kościoła w podpłockim Bądkowie Kościelnym. W 1866 gmach przejęły władze rosyjskie i utworzyły w nim gimnazjum żeńskie. Po I wojnie światowej obiekt wrócił do Kościoła i utworzono w nim szkołę organistowską oraz mieszkania prywatne. W latach 50. XX budynki przejęło państwo; pod koniec dekady zdecydowano odbudować zamek książąt mazowieckich i przeznaczyć na potrzeby muzeum. Zbiory Muzeum Mazowieckiego w odrestaurowanych pomieszczeniach udostępniono w 1973. Po zmianie ustroju budynki dawnego opactwa zwrócono diecezji płockiej. Muzeum Mazowieckie przeniesiono w 2005 do nowej siedziby – kamienicy przy ul. Tumskiej.

W latach 2006–2008 z inicjatywy biskupa płockiego Stanisława Wielgusa miał miejsce kapitalny remont będącej w bardzo złym stanie budowli. Po jego zakończeniu swoją nową siedzibę znalazły w nim Muzeum Diecezjalne w Płocku i Kuria Diecezjalna Płocka. 80% inwestycji zostało sfinansowane przez Unię Europejską. Otwarcia i poświęcenia nowej placówki 12 czerwca 2008 dokonał nuncjusz apostolski w Polsce arcybiskup Józef Kowalczyk, przy udziale biskupa płockiego Piotra Libery.